# 崔允素
崔允素（韓語：최윤소，1984年11月29日—），韓國女演員，2003年通过电影《色即是空2笑女藏刀》出道。

## 个人生活
崔允素于2024年9月在美国与圈外男友举行婚礼。

## 演出作品

### 電視劇
- 2010年：KBS《笑吧！東海》飾演 白郁真
- 2010年：SBS《秘密花園》飾演 金熙媛
- 2011年：tvN《需要浪漫》飾演 承賢的未婚妻
- 2011年：MBC《Royal Family》飾演 柳信雅
- 2011年：KBS《Drama Special－Hair Show》飾演 金宥利
- 2011年：SBS《對我說謊試試》飾演 與玄基俊相親的富家女
- 2011年：SBS《武士白東修》飾演 九香
- 2012年：KBS《順藤而上的你》飾演 姜惠秀
- 2012年：MBC《不能沒有你的生活》飾演 雪琳
- 2012年：tvN《第三醫院》飾演 鄭承熙
- 2012年：OCN《吸血鬼檢察官2》
- 2013年：KBS《恩熙》飾演 車英珠
- 2014年：MBC every1《愛情頻率37.2》
- 2014年：tvN《詐欺遊戲》飾演 具自英
- 2015年：tvN《第二個二十歲》飾演 申湘怡
- 2016年：OCN《鄰家英雄》飾演 金淑安
- 2016年：MBC《家和萬事成》飾演 奉海媛
- 2017年：KBS《沒有名字的女人》飾演 具海珠
- 2017年：JTBC《有品位的她》飾演 許珍熙
- 2018年：tvN《Mother》飾演 英信
- 2019年：KBS《只走花路吧》飾演 姜汝媛
- 2019年：tvN《Drama Stage - 欧格》飾演 未婚妻
- 2021年：SBS《Penthouse 3》飾演 精神病院護士（特別出演）
- 2023年：Netflix《恋爱大战》飾演 Grace
- 2023年：tvN《大指揮家：弦上的真相》飾演 高宥拉

### 電影
- 2003年：《色即是空2笑女藏刀（朝鲜语：은장도 (영화)）》
- 2012年：《單身的人上天堂》
- 2015年：《菜鳥》
- 2015年：《拳霸風雲》
- 2016年：《來見我》
- 2017年：《普通人》飾演 志淑

### 綜藝節目
- 2011年：SBS《明星情侶最強戰》（與溫流）

## 外部連結
- 崔允素的Instagram帳戶
- 崔允素在NAVER上的资料
- 崔允素在韩国电影数据库（KMDb）上的資料（韓語）
- 崔允素在互联网电影资料库（IMDb）上的資料（英文）
- 崔允素在HanCinema的頁面（英文）